# Nave passeggeri

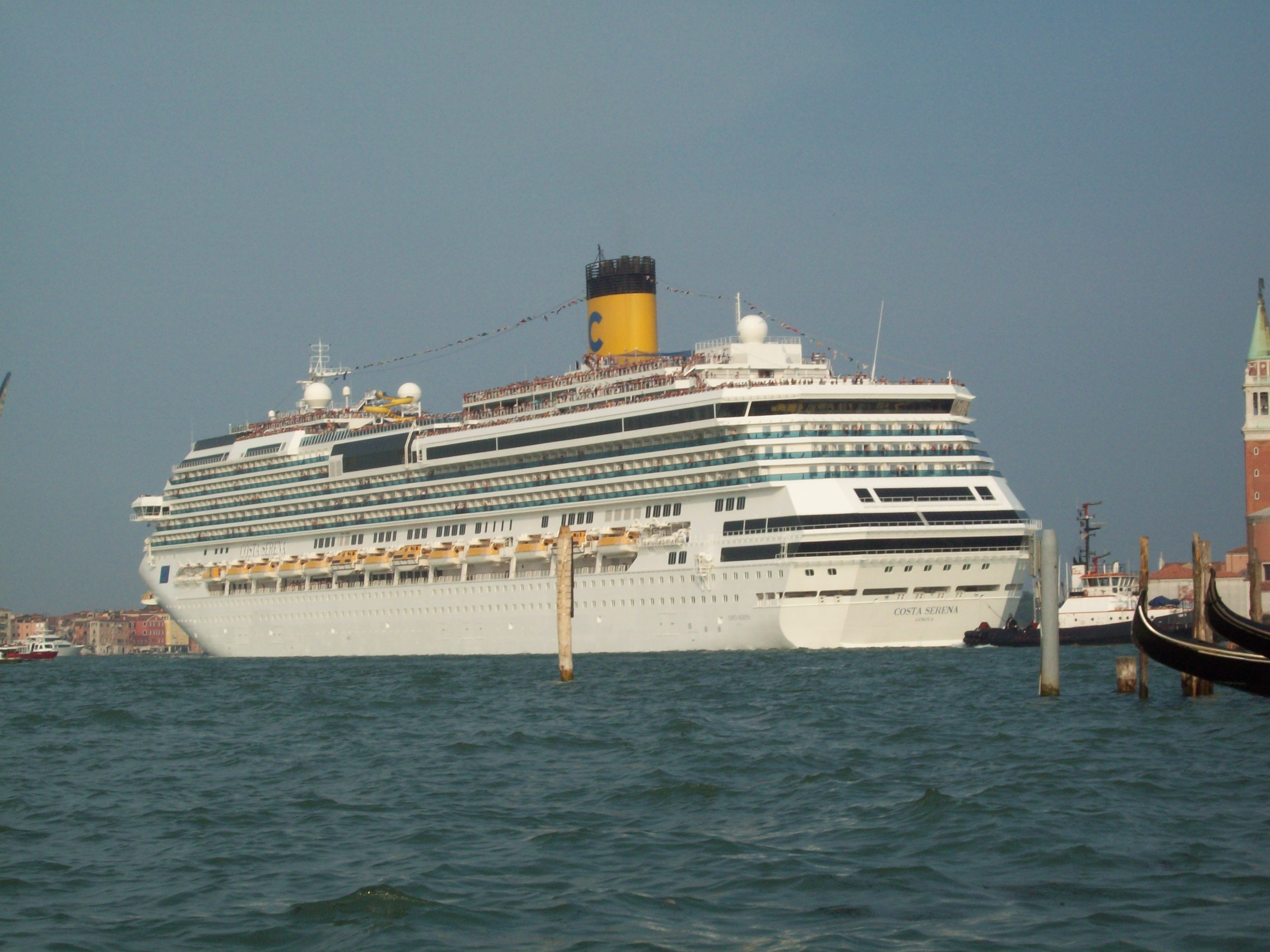
Una nave da crociera (la Costa Serena, della Costa Crociere), un tipo di nave passeggeri

Una nave passeggeri è una nave adibita al trasporto di passeggeri.

## Tipi di navi passeggeri
Esistono più tipi di navi passeggeri, tra le più comuni la nave da crociera, solitamente adibita al turismo dei passeggeri, e il traghetto, che invece fornisce al passeggero più un servizio di semplice trasporto.